# Ortaire de Landelles
Ortaire de Landelles ou saint Ortaire (né vers 482 à Le Dézert, dans le diocèse de Coutances et mort le 15 avril 580) est un religieux normand du haut Moyen Âge, reconnu saint par l'Église catholique et fêté le 15 avril. 
Contemporain de  Vigor de Bayeux et de Benoît de Nursie, il est l'évangélisateur du Cotentin et du pays d'Aron.

## Biographie
Selon la tradition, Ortaire, issu de la noblesse gallo-romaine, nait en 482 « au Dézert (Manche), à l’endroit où s’élève aujourd’hui la chapelle Saint Ortaire. Tout jeune, il s’adonne à la pénitence : il pratique des jeûnes prolongés, s’habille pauvrement, porte le cilice, mange du pain d’orge, boit l’eau d’une fontaine encore existante, et qui jouit de vertus miraculeuses. Sa charité envers les pauvres est inépuisable. »
Il est attiré très tôt par la vie monastique, aussi il quitte sa famille à l’âge de douze ans pour se faire moine dans l’abbaye près de Beaumesnil (diocèse de Bayeux) où il fait un long apprentissage, s’instruisant et s’adonnant à la pénitence. « En bien peu de temps, il devient un parfait exemple de toutes sortes de vertus » selon les moines de La Perrine en 1707.
Il est désigné par son supérieur pour fonder un monastère dans la forêt d'Andaine, à l’ouest de Bagnoles-de-l'Orne (diocèse de Séez). Il fonde ainsi l’ermitage du Bézier à Saint-Michel-des-Andaines. Selon une tradition locale, il aurait reçu la visite, vers 555, de sainte Radegonde. Ortaire revient à Beaumesnil, mais en tant qu’ermite puisque les moines à l’époque n’avaient pas encore de structure encadrée par des règles précises comme ce fut le cas à partir du VIIe siècle. Il avait pour refuge une grotte près de son monastère, dominant le cours de la Drôme. Dans sa retraite, il mène le combat spirituel.
Selon ses hagiographes, Ortaire a la vision de la mort de l'abbé de Landelles et se rend à ses funérailles. Il est ensuite choisi comme nouvel abbé, mais se retire dans la grotte de Malloué « à cent mille du monastère », selon les Acta sanctorum du bréviaire de Coutances de 1745.
Dans la forêt d'Andaine, il trouve une source miraculeuse. Ainsi, la rumeur de ses guérisons se répand : les premières sont celles d’une jeune fille impotente des genoux, puis d’une lépreuse. Avec son intercession et en faisant boire de cette eau, des malades atteints de rhumatismes, voire de paralysie, améliorent leur santé ou guérissent. Enseignant, « il parcourt une grande partie du Bocage » et fait des disciples ; « les nombreux sanctuaires de nos trois départements bas-normands, où il est invoqué, peuvent fixer bien des points où il est passé » . Instruit des mystères de la religion celtique, il sut convertir les druides et fut ainsi un grand évangélisateur.
Ortaire nourrissait une grande dévotion pour la Vierge Marie. Il lui construisit une chapelle « dans son monastère de Landelles », où il se retira à 98 ans lorsqu’il sentit qu’il déclinait. Il convoqua alors ses moines pour les exhorter une dernière fois à la piété et à la pratique de toutes les vertus. Il serait mort le 15 avril 580.
Un sanctuaire lui est dédié dans la Manche, sur la commune du Dézert. En 1945, la maison de noviciat des frères Servites de Marie s’est installée dans le hameau du Bas-Bézier, où vécut saint Ortaire.

## Fête et pèlerinage

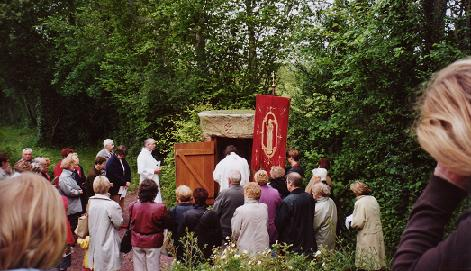
Pèlerinage à la fontaine du manoir de Saint-Ortaire dans le Cotentin.

Au hameau « Le Bas-Bézier » près de Saint-Michel-des-Andaines, Ortaire est à l'origine d'un pèlerinage de guérisons miraculeuses. Outre d'aller boire de l'eau de source curative, de chanter et de prier, sa particularité consistait à déposer un caillou proportionnel au mal dont la personne souffrait auprès d'un arbre ou sur sa fourche. Les malades affluèrent et les guérisons furent nombreuses. Vers l’an mille, une chapelle fut édifiée. Il était dit que si la pierre tombait, le mal disparaissait, mais le mal pouvait se transmettre à celui ou celle qui osait déplacer ou enlever la pierre. La tradition locale dit que pour ne pas se perdre dans la forêt, Ortaire déposait des pierres sur des arbres et qu'ainsi ceux qui voulaient le trouver n'avait qu'à les suivre.  
Le pèlerinage du Bas-Bézier et le culte rendu à saint Ortaire sont liés à ceux de sainte Radegonde, patronne des moissons, et à saint Pérégrin Laziosi, Servite et patron des malades qui souffrent de maladies incurables ou de longues maladies (cancer et sida, en particulier). 
Saint Ortaire est fêté le 15 avril et le 21 mai (translation de ses reliques). Invoqué pour la guérison des enfants (retardataires, anémiques, paralytiques, rhumatisants), des membres inférieurs et des rhumatismes, il est représenté traditionnellement « vêtu d'un froc à capuchon et appuyé sur un bâton ».